# 세현고등학교
세현고등학교(世賢高等學校)는 대한민국 서울특별시 강서구 가양동에 있는 공립 고등학교이다.

## 학교 연혁
- 2006년 3월 1일 : 세현고등학교 설립 (36학급)
- 2006년 3월 1일 : 초대 김대진 교장 취임
- 2006년 3월 3일 : 제1회 신입생(남 6학급, 여 5학급, 특수 1학급, 368명) 입학
- 2008년 2월 24일 : 교육과학기술부지정 정책 연구학교
- 2009년 2월 5일 : 제1회 졸업식(남 181명, 여 172명 총 353명)
- 2021년 3월 1일 : 제8대 심중섭 교장 취임
- 2022년 3월 2일 : 제17회 신입생 (혼성 7학급, 특수학급 1학급, 161명) 입학
- 2023년 2월 10일 : 제15회 졸업식 (남 56명, 여 82명 총 138명)

## 참고 자료
- 세현고등학교 - 한국교육학술정보원 학교알리미